# Vuelta a Asturias 2003
La Vuelta a Asturias 2003, quarantasettesima edizione della corsa, si svolse dal 13 al 17 maggio su un percorso di 830 km ripartiti in 5 tappe, con partenza e arrivo a Oviedo. Fu vinta dallo svizzero Fabian Jeker della Milaneza-MSS davanti allo spagnolo Juan Miguel Mercado e al colombiano Hernán Buenahora.

## Tappe
| Tappa  | Data      | Percorso                           | km    | Vincitore di tappa    | Leader cl. generale |
| ------ | --------- | ---------------------------------- | ----- | --------------------- | ------------------- |
| 1ª     | 13 maggio | Oviedo > Llanes                    | 166,3 | José Manuel Maestre   | José Manuel Maestre |
| 2ª     | 14 maggio | Llanes > Gijón                     | 153   | Gian Matteo Fagnini   | José Manuel Maestre |
| 3ª     | 15 maggio | Gijón > Avilés                     | 166,7 | Ricardo Valdez Prieto | Carlos Torrent      |
| 4ª     | 16 maggio | Cafés Toscaf > Santuario del Acebo | 180,2 | Fabian Jeker          | Fabian Jeker        |
| 5ª     | 17 maggio | Cangas del Narcea > Oviedo         | 164,2 | Ángel Edo             | Fabian Jeker        |
| Totale | Totale    | Totale                             | 830   |                       |                     |

## Dettagli delle tappe

### 1ª tappa
- 13 maggio: Oviedo > Llanes – 166,3 km

| Pos. | Corridore           | Squadra        | Tempo    |
| ---- | ------------------- | -------------- | -------- |
| 1    | José Manuel Maestre | Colchon Relax  | 3h56'10" |
| 2    | Ángel Edo           | Milaneza-MSS   | a 2"     |
| 3    | Walter Bénéteau     | Brioches La B. | s.t.     |

| Pos. | Corridore           | Squadra       | Tempo    |
| ---- | ------------------- | ------------- | -------- |
| 1    | José Manuel Maestre | Colchon Relax | 3h56'00" |
| 2    | Ángel Edo           | Milaneza-MSS  | a 6"     |
| 3    | Alexandre Moos      | Phonak        | a 7"     |

### 2ª tappa
- 14 maggio: Llanes > Gijón – 153 km

| Pos. | Corridore           | Squadra      | Tempo    |
| ---- | ------------------- | ------------ | -------- |
| 1    | Gian Matteo Fagnini | Telekom      | 3h32'58" |
| 2    | Carlos Torrent      | Paternina    | s.t.     |
| 3    | José Luis Arrieta   | iBanesto.com | s.t.     |

| Pos. | Corridore           | Squadra       | Tempo    |
| ---- | ------------------- | ------------- | -------- |
| 1    | José Manuel Maestre | Colchon Relax | 7h28'58" |
| 2    | Alexandre Moos      | Phonak        | a 3"     |
| 3    | Ángel Edo           | Milaneza-MSS  | a 6"     |

### 3ª tappa
- 15 maggio: Gijón > Avilés – 166,7 km

| Pos. | Corridore             | Squadra      | Tempo    |
| ---- | --------------------- | ------------ | -------- |
| 1    | Ricardo Valdez Prieto | Paternina    | 4h33'44" |
| 2    | Carlos Torrent        | Paternina    | a 1'26"  |
| 3    | Ángel Edo             | Milaneza-MSS | s.t.     |

| Pos. | Corridore           | Squadra       | Tempo     |
| ---- | ------------------- | ------------- | --------- |
| 1    | Carlos Torrent      | Paternina     | 12h04'08" |
| 2    | José Manuel Maestre | Colchon Relax | s.t.      |
| 3    | Ángel Edo           | Milaneza-MSS  | a 2"      |

### 4ª tappa
- 16 maggio: Cafés Toscaf > Santuario del Acebo – 180,2 km

| Pos. | Corridore           | Squadra      | Tempo    |
| ---- | ------------------- | ------------ | -------- |
| 1    | Fabian Jeker        | Milaneza-MSS | 4h41'45" |
| 2    | Juan Miguel Mercado | iBanesto.com | a 23"    |
| 3    | Hernán Buenahora    | 05 Orbitel   | a 35"    |

| Pos. | Corridore           | Squadra      | Tempo     |
| ---- | ------------------- | ------------ | --------- |
| 1    | Fabian Jeker        | Milaneza-MSS | 16h45'55" |
| 2    | Juan Miguel Mercado | iBanesto.com | a 27"     |
| 3    | Hernán Buenahora    | 05 Orbitel   | a 40"     |

### 5ª tappa
- 17 maggio: Cangas del Narcea > Oviedo – 164,2 km

| Pos. | Corridore      | Squadra      | Tempo    |
| ---- | -------------- | ------------ | -------- |
| 1    | Ángel Edo      | Milaneza-MSS | 3h59'13" |
| 2    | Alexandre Moos | Phonak       | s.t.     |
| 3    | Pedro Lopes    | L.A-Pecol    | s.t.     |

| Pos. | Corridore           | Squadra      | Tempo     |
| ---- | ------------------- | ------------ | --------- |
| 1    | Fabian Jeker        | Milaneza-MSS | 20h45'08" |
| 2    | Juan Miguel Mercado | iBanesto.com | a 27"     |
| 3    | Hernán Buenahora    | 05 Orbitel   | a 46"     |

## Classifiche finali

### Classifica generale
| Pos. | Corridore                     | Squadra                    | Tempo     |
| ---- | ----------------------------- | -------------------------- | --------- |
| 1    | Fabian Jeker                  | Milaneza-MSS               | 20h45'08" |
| 2    | Juan Miguel Mercado           | iBanesto.com               | a 27"     |
| 3    | Hernán Buenahora              | 05 Orbitel                 | a 46"     |
| 4    | Santiago Botero               | Team Telekom               | a 1'25"   |
| 5    | David Arroyo                  | ONCE-Eroski                | a 1'33"   |
| 6    | Pedro Manuel Andrade Oliveira | L.A-Pecol                  | a 1'34"   |
| 7    | Samuel Sánchez                | Euskaltel-Euskadi          | a 1'36"   |
| 8    | David Moncoutié               | Cofidis                    | s.t.      |
| 9    | José Antonio Garrido          | Paternina-Costa de Almeria | s.t.      |
| 10   | Alberto López de Munain       | Euskaltel-Euskadi          | a 1'42"   |